# Góis
Góis es una villa portuguesa del distrito de Coímbra, região Centro y comunidad intermunicipal de Coímbra, con cerca de 2300 habitantes.

## Geografía
Es sede de un municipio con 263,72 km² de área y 3811 habitantes (2021), subdividido en 4 freguesias. Limita al norte con el municipio de Arganil, al este con Pampilhosa da Serra, al sudoeste con Pedrógão Grande y Castanheira de Pêra, al oeste con Lousã y al noroeste con Vila Nova de Poiares.

## Demografía
| Gráfica de evolución demográfica de Góis entre 1849 y 2021 |
|                                                            |
| Datos según el nomenclátor publicado por el INE portugués. |

## Freguesias
Las freguesias de Góis son las siguientes:
- Alvares
- Cadafaz e Colmeal
- Góis
- Vila Nova do Ceira